# Steaua CSM București
Steaua București este secția de baschet a clubului sportiv CSA Steaua București, cu sediul în București, România. Clubul concurează în Liga Națională, primul nivel al baschetului românesc.

## Istorie
CSA Steaua a fondat echipa de baschet în 1952. A câștigat campionatul în sezoanele 1955-56, 1957-58, 1958-59, 1959-60, 1960-61, 1961-62, 1962-63, 1963-64, 1965-66, 1966-67, 1977-78, 1979-80, 1980-81, 1981-82, 1983-84, 1984-85, 1985-86, 1986-87, 1988-89, 1989-90 și 1990-91.
După 1989, Baschet Club Steaua București a fost primul club de baschet privatizat. Dar după câțiva ani a dat faliment, iar CSA Steaua a avut numai o grupă de baschet de tineret, sub numele de Clubul Sportiv Școlar Steaua București, până în vara anului 2009 când a fuzionat cu BC Târgoviște, și-a schimbat denumirea în CSA Steaua Turabo București (din motive de sponsorizare) și a luat locul din Liga Națională.
În 2013, BC Steaua fuzionează cu CSM București și rezultă echipa Steaua CSM Eximbank București, echipă care început să evolueze în liga națională în urma promovării.

## Palmares
Campionatul României
 Campioni (21): 1956, 1958, 1959, 1960, 1961, 1962, 1963, 1964, 1966, 1967, 1978, 1980, 1981, 1982, 1984, 1985, 1986, 1987, 1989, 1990, 1991
 Vicecampioni (13): 1969, 1970, 1973, 1974, 1975, 1976, 1977, 1979, 1983, 1988, 1996, 2017, 2018
 Locul 3 (3): 1992, 2011, 2016
 Cupa României:
 Câștigători: (2) 1966, 1981
 Finaliști: (1) 2011

 Euroleague
- Locul 3 (1): 1961

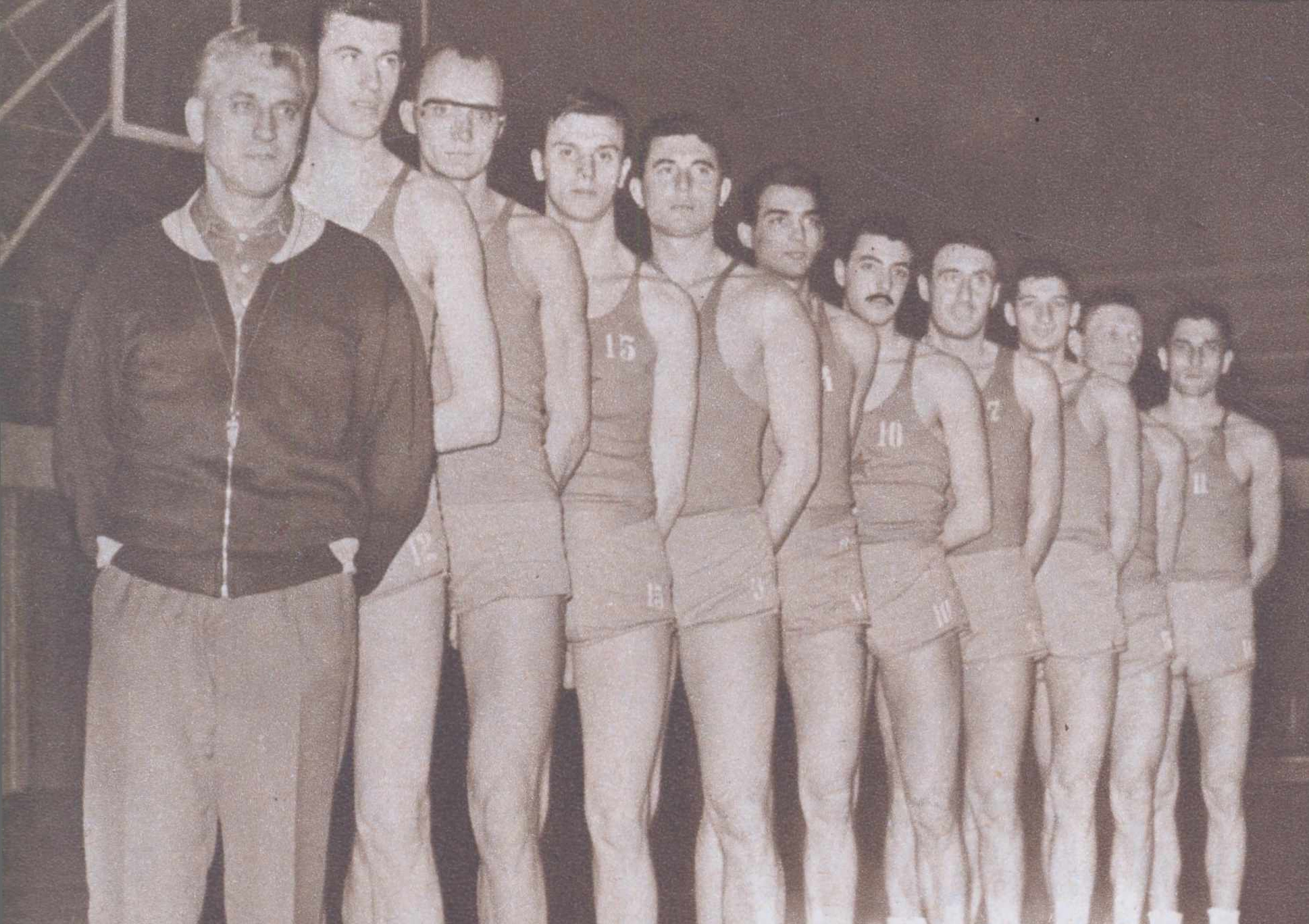
Echipa din 1965